# Соломенчук Тетяна Миколаївна
Тетя́на Микола́ївна Соломенчу́к (*27 серпня 1963, Калинівка, Вінницька область) — доктор медичних наук, професор кафедри сімейної медицини ФПДО та кафедри клінічної фармації, фармакотерапії та медичної стандартизації Львівського національного медичного університету.

## Біографічні відомості
Закінчила з відзнакою лікувальний факультет Івано-Франківського державного медичного інституту (1986).

## Наукова кар'єра
Кандидат медичних наук (1996) (дисертація — Артеріальна гіпертензія у працівників радіоелектронної промисловості, які зазнавали тривалого впливу сполук свинцю (канд. дис.). Київ, 1996), доцент (2006), доктор медичних наук (2008). Член Європейської асоціації кардіологів (2008), Українського товариства кардіологів (2003), Українського товариства сімейних лікарів (2003).
Працювала: молодший науковий співробітник (1987–1996) кафедри патологічної анатомії Львівського медичного університету; завідувач відділення профілактичних оглядів, лікар-кардіолог поліклінічного відділення, денного стаціонару ВО ЛОРТА (1987—1996); лікар-кардіолог поліклінічного відділення 5-ї міської клінічної лікарні (1997–2000); асистент (2000—2006), доцент (від 2006) кафедри сімейної медицини ФПДО, за сумісництвом асистент (2004—2006), доцент (від 2006) кафедри клінічної фармації, фармакотерапії та медичної стандартизації Львівського медичного університету.
Напрямки наукових досліджень: інфаркт міокарда, раптова смерть, інші гострі форми ішемічної хвороби серця у людей молодого віку, вивчення етіології, патогенезу, принципів лікування.

## Праці
Основні праці:
- Артеріальна гіпертензія у працівників радіоелектронної промисловості, які зазнавали тривалого впливу сполук свинцю (канд. дис.). Київ, 1996.
- Медсестринство в сімейній медицині (посібник). К., Здоров'я, 2001 (співавт.).
- Первинна та вторинна профілактики серцево-судинних захворювань у роботі сімейного лікаря (посібник). К., КП Львівська обласна книжкова друкарня, 2003 (співавт.).
- Вибрані питання кардіології для сімейних лікарів (посібник). К., КП Львівська обласна книжкова друкарня, 2004 (співавт.).
- Серцево-судинні захворювання при цукровому діабеті (посібник). Львів, Галицька видавнича спілка, 2005 (співавт.).
- Енциклопедія «Сімейна медицина» у п'яти томах. Том 1. Внутрішні хвороби, книга 1 (посібник). Київ, Здоров'я, 2005 (співавт.).
- Енциклопедія «Сімейна медицина» у п'яти томах. Том 1. Внутрішні хвороби, книга 2 (посібник). Київ, Здоров'я, 2006 (співавт.).
- Аналіз рекомендацій «Цукровий діабет», переддіабет і серцево-судинні захворювання Європейського товариства з кардіології (ESC) та Європейської асоціації з вивчення діабету (EASD) / Современные доказательные подходы к лечению пациентов с нарушениями углеводного обмена и заболеваниями сердечно-сосудистой системы (посібник). К., Морион, 2007 (співавт.).
- Вибрані питання кардіології для сімейних лікарів (посібник). К., Медицина, 2007 (співавт.).
- Енциклопедія «Сімейна медицина» у п'яти томах. Том 2. Педіатрія. Інфекційні хвороби. Фармакотерапія (посібник). Київ, Здоров'я, 2005 (співавт.).
- Інфаркт міокарда у молодому та середньому віці (до 50 років): епідеміологія, клінічний перебіг, патоморфологія, етіологія (докт. дис.). Львів, 2008.

Автор близько 180 наукових та навчально-методичних праць, серед них 3 підручники, 5 посібників, 3 патенти, 1 авторське свідоцтво.